# Riflesso dilatatorio anale
il riflesso dilatatorio anale (RAD) è la dilatazione dell'ano umano a un diametro superiore a due centimetri in risposta alla separazione dei glutei o alla stimolazione anale, come il lavaggio con uno strumento medico. 

## Storia
In Inghilterra, nel 1986, la dottoressa Marietta Higgs ha appreso della connessione RAD con violenza sessuale in una conferenza in cui è stata presentata da Christopher J Hobbs. Il dott. Higgs ha usato questa diagnosi RAD ampiamente l'anno seguente, portando allo scandalo sugli abusi dei bambini di Cleveland, è stato screditato durante il processo come l'unica indicazione di abuso sessuale, determinato a essere considerato un segno di violenza sessuale da parte di una piccola minoranza di medici britannici. Il RAD come marker clinico per gli abusi sessuali è ora considerato screditato.

## Descrizione
Il RAD è stato teorizzato per essere un marker clinico associato all' abuso sessuale anale nei bambini, ed è stato associato ad altri segni di violenza sessuale ma appare anche nei bambini con grave costipazione cronica e quelli sottoposti a trattamenti medici invasivi dell'ano. Il ritrovamento del RAD da solo non è considerato indicativo di abuso sessuale, e un campione di bambini non sospettati di aver subito abusi sessuali ha rilevato che il 49% dei bambini mostrava una dilatazione anale in modo continuo o intermittente, sebbene la dilatazione superi i 20 mm in solo l'1,2% dei casi.